# Improphantes contus
Improphantes contus là một loài nhện trong họ Linyphiidae.
Loài này thuộc chi Improphantes. Improphantes contus được miêu tả năm 2007 bởi Andrei V. Tanasevitch & Piterkina.